# Dunhuang
Dunhuang, tidigare romaniserat Tunhwang, är en oas och stad på häradsnivå inom Jiuquans stad på prefekturnivå i provinsen Gansu i nordvästra Kina. Den ligger omkring 940 kilometer nordväst om provinshuvudstaden Lanzhou.
Dunhuang har historiskt haft stor betydelse som gränsstation och handelscentrum mellan Kina och världen västerut längs Sidenvägen. Staden grundades år 111 f.Kr. av kejsare Wudi av Han-dynastin. Staden hette ursprungligen Shazhou, men fick namnet Dunhuang år 742.
Viktiga arkeologiska fynd ha gjorts från dess storhetstid, särskilt i Mogaogrottorna, som ligger 25 kilometer söder om staden, och som sedan 1987 är uppförda på Unescos lista över världsarv.
Bland fynden från Mogaogrottorna ingår de så kallade Dunhuangmanuskripten, en samling på omkring 50 000 texter, målningar och sidentryck daterade från 300-talet till 1000-talet. De flesta finns idag spridda på bibliotek i andra länder.
Strax norr om staden finns resterna efter Kinesiska muren från Handynastin (206 f.Kr.–220 e.Kr.), och väster om Dunhuang finns Yumenguan och Yangguan som var de två enda portarna från väster in till det egentliga Kina under Handynastin.
Numera är Dunhuang en utpräglad turiststad tack vare alla dess historiska sevärdheter.

## Administrativ indelning
Duhuang är indelat i nio köpingar och en administrativ enhet på sockennivå.
Köpingar (zhen):

- Guojiabao (郭家堡镇)
- Huangqu (黄渠镇)
- Mogao (莫高镇)
- Qili (七里镇)
- Shazhou (沙州镇)
- Suzhou (肃州镇)
- Yangguan (阳关镇)
- Yueyaquan (月牙泉镇)
- Zhuanqukou (转渠口镇)

Område på sockennivå:
- Qinghai Shi Youguan Liju Shenghuo oljemyndighet (青海石油管理局生活基地)

## Bilder

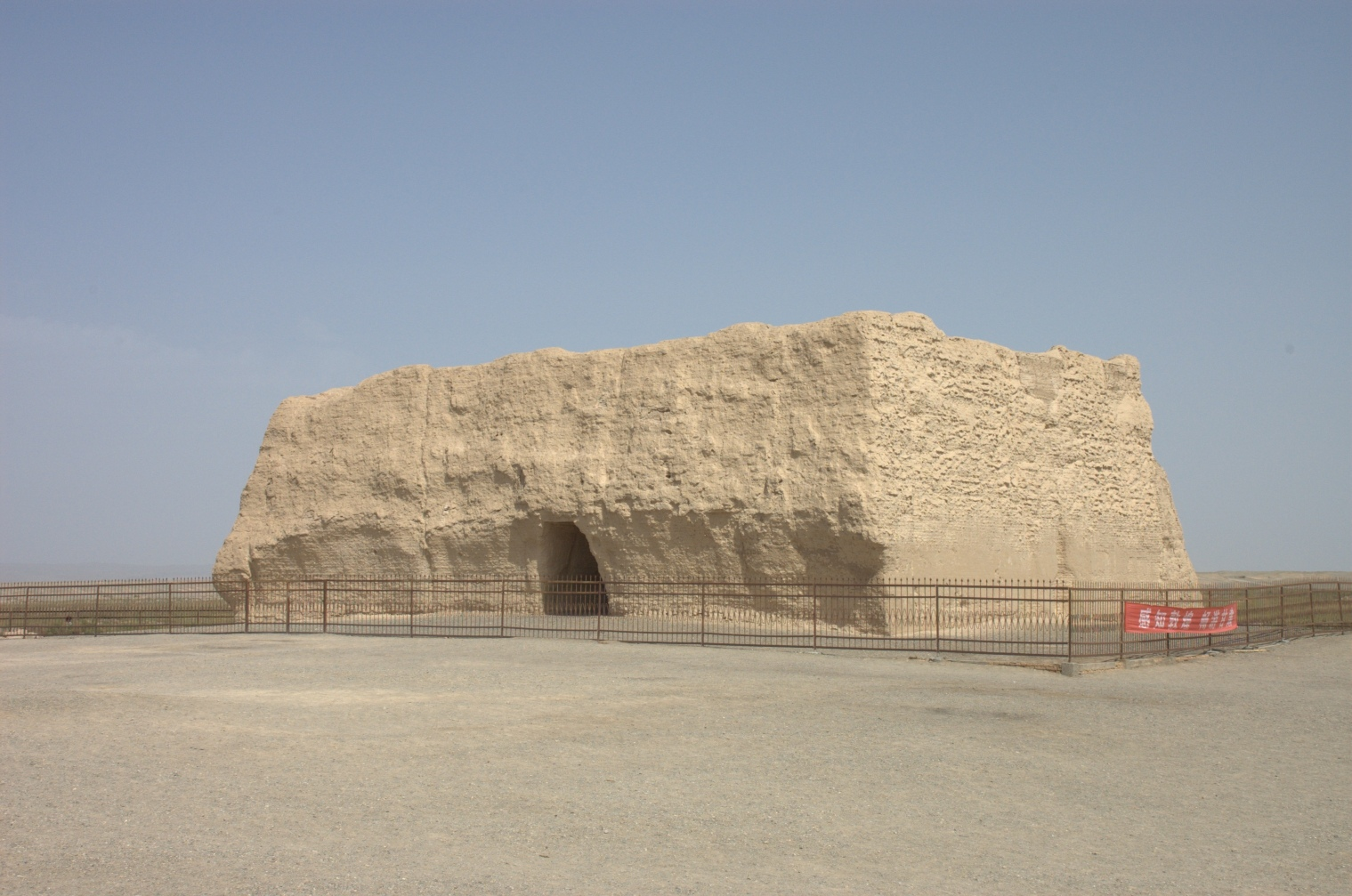
Passet Yumenguan finns ungefär 90 km nordväst om Dunhuang
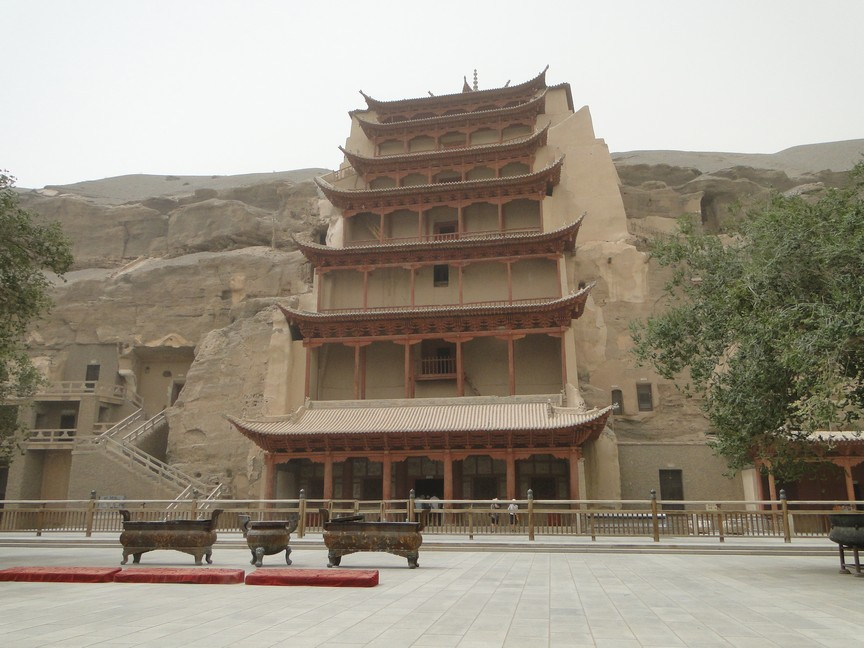
Mogaogrottorna finns ungefär 25 km söder om Dunhuang